# 阿姆利则金庙
哈爾曼迪爾·薩希卜（旁遮普語: ਹਰਿਮੰਦਰ ਸਾਹਿਬ；拉丁化：Harimandira Sahib），又名达尔巴尔·萨希卜（旁遮普語: ਦਰਬਾਰ ਸਾਹਿਬ，读音[dəɾbɑɾ sɑhɪb]），通称为金庙（英語：Golden Temple），位于印度旁遮普邦阿姆利则，是錫克教最重要的谒师所。
其所在都市阿姆利则（直譯為不老花蜜之池）在公元1577年由錫克教第四世古鲁（上师）拉木達斯開闢，其後第五世古魯阿爾瓊決定在此城中心設立谒师所哈爾曼迪爾·薩希卜，並在其中供奉錫克教經典古鲁·格兰特·萨希卜（或稱Adi Granth）。第六世古魯哈果濱繼任後在此廟宇旁設立錫克教五大權位之席之一的永恒王座。
该庙的名字中，“訶利-曼迪尔”（旁遮普語：ਹਰਿਮੰਦਰ，拉丁化：Harimandira）是由两个梵语词汇“Hari”和“Mandira”结合而来。“Hari”是无所不在的神的名字之一，字面意思是“除去所有灵性生活（Aatmic-Jeevan）之障碍者”。“Mandira”意思是“住宅，住处，居处，房子，宫殿，寺庙，住所”等等。所以“哈尔曼迪尔”的意思是“神之住所”或“神的庙”，通过这里可以体验到灵性的充分舒展。“萨希卜”（旁遮普語：ਸਾਹਿਬ）源于阿拉伯语，意思是“持有者、拥有者、所有者”。
身為神之住所，哈爾曼迪爾·薩希卜的興建理念並不是只限錫克教徒供奉，它其實象徵著對於宗教多元性的開放態度與平等對待，為了表示誠意，第五世古魯阿爾瓊在興建此廟之時特別邀請伊斯蘭教蘇非派聖者米安·米爾來奠定廟宇的基石。哈爾曼迪爾·薩希卜的四個入口也是象徵著歡迎四面八方所來的各教信徒。
哈爾曼迪爾·薩希卜每日約有十萬人參訪朝拜，廟內共分12個區域，除聖殿外，還有香客休息室、誦經堂、法師起居室、修道殿、膳廳、儲藏和陳列室等。其中廟内也設有世界最大的免費食堂稱為“瑯加”，這個概念由錫克教創始聖人古魯那納克提出，同樣為倡導“眾生平等”，不論種族地位、宗教信仰，都能平等地坐在食堂上獲得一頓飯菜的理念。
現今在哈爾曼迪爾‧薩希卜的谒师所為1764年由錫克教領導人雅薩·辛格·阿魯瓦利亞帶領教徒重建的。在19世紀初，錫克帝國君主兰季德·辛格派人將其表面鋪上一層金箔，據說金色的廟頂共用去了750公斤的黃金，故得其別名“金廟”。

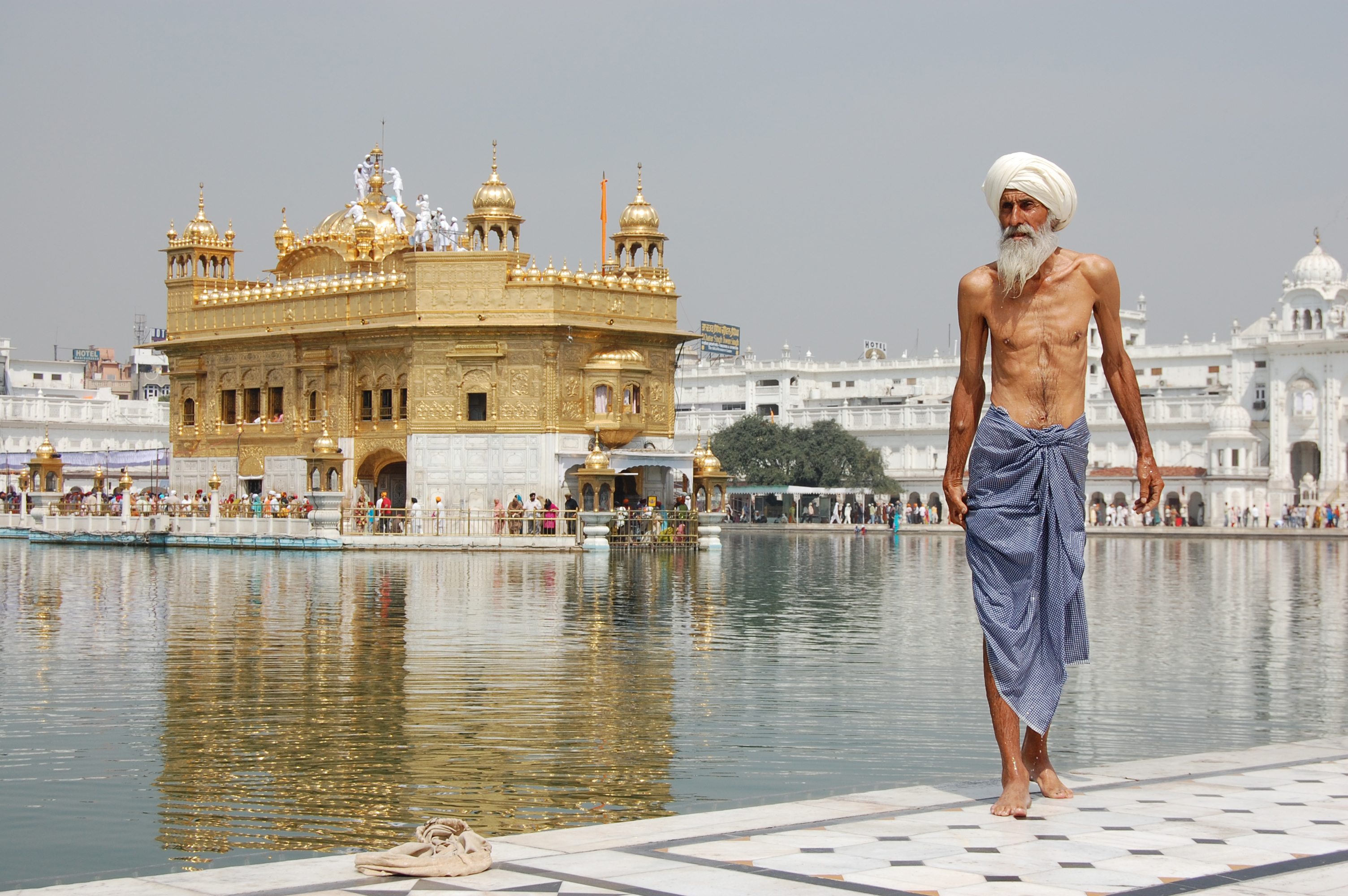
來金庙的锡克教朝圣者

## 歷史

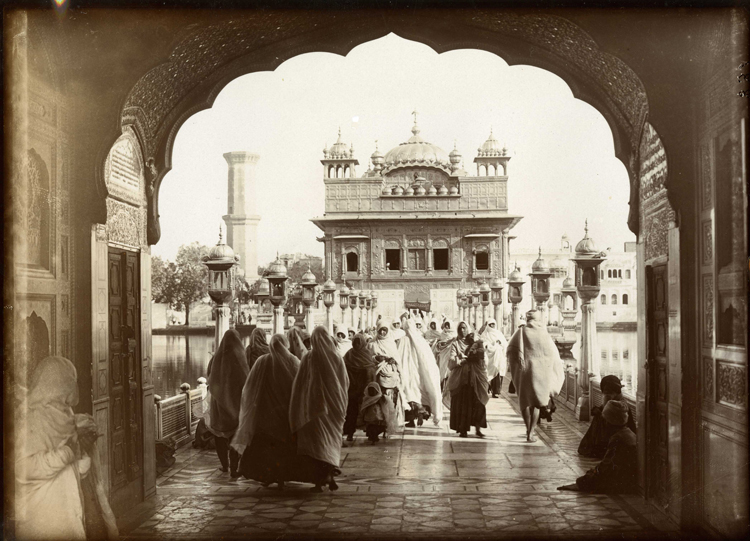
1947年，哈爾曼迪爾‧薩希卜入口

哈爾曼迪爾·薩希卜（以下簡稱金廟）的興建歷史是由錫克教第三世古鲁阿瑪爾達斯收到印度皇帝御賜的大片封地算起。西元1570至1577年，第四世古鲁拉姆·達斯·索迪，在這片封地上開闢了一個人工湖儲水池，賦予了這個城市日後的名字「阿姆利則（直譯：不老花蜜之池）」。至第五世古鲁阿爾瓊，他開始找智者編輯錫克教經典《古鲁·格兰特·萨希卜》（Guru Granth Sahib，或稱Adi Granth），該經書記載眾多錫克教古鲁與哲學家（如謝赫·法里德與迦比尔）的教誨文學。古魯阿爾瓊亦決心建造一個能供奉經文並讓容納大量錫克教徒們的朝拜中心，於是便決定將金廟蓋在阿姆利則的人工湖上。金廟的興建在1588年12月開工，同年12月28日阿爾瓊特別邀請伊斯蘭教蘇非派聖者米安·米爾來奠定廟宇的基石以表示錫克教推崇的宗教多元包容態度。

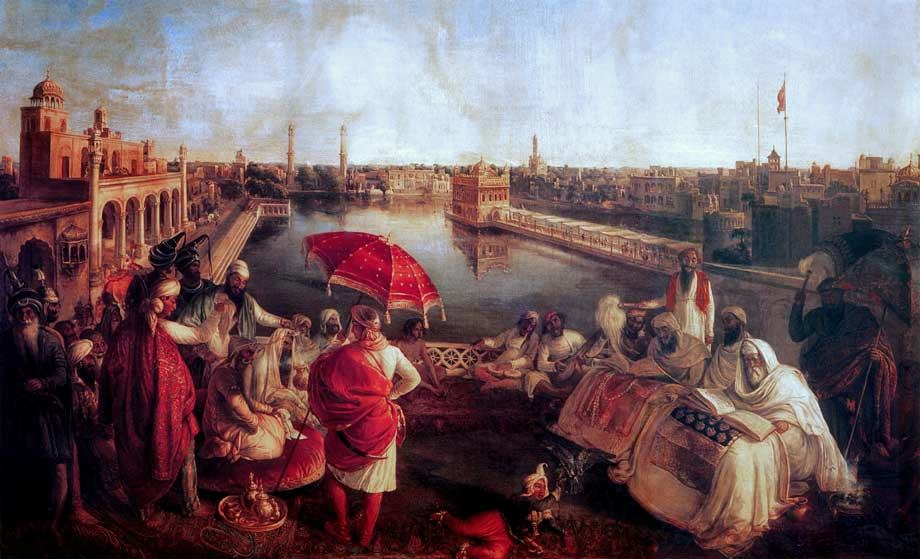
錫克帝國君主兰季德·辛格在金廟旁聆聽智者朗誦《古鲁·格兰特·萨希卜》經文

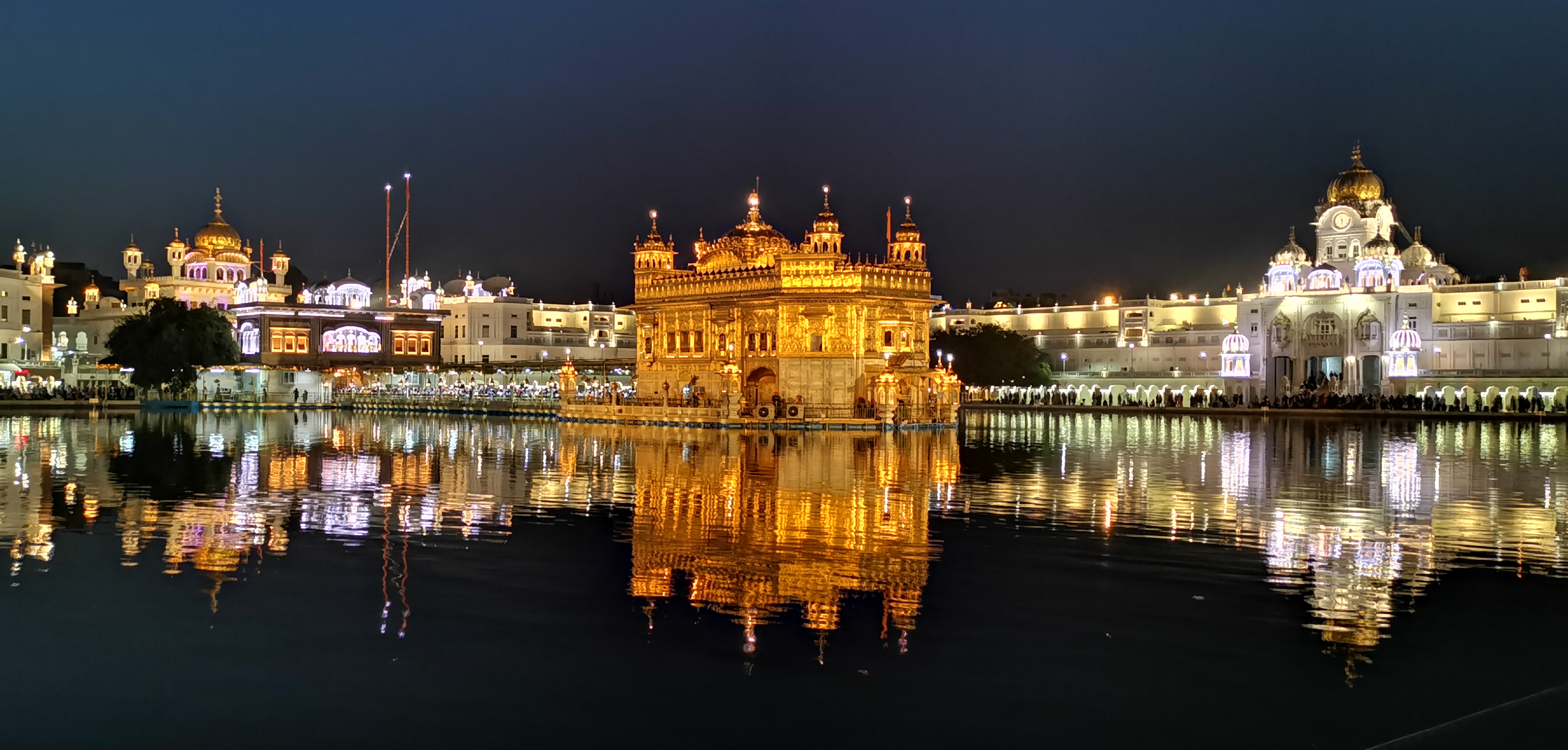
夜色中的哈爾曼迪爾·薩希卜

廟中主要的朝拜堂（谒师所）於1604年完工，阿爾瓊於是將《古鲁·格兰特·萨希卜》經文供奉於該廟堂中，並於同年8月指定智者巴巴‧佛吉為第一任誦經師。
18世紀中葉，阿富汗民族的杜蘭尼王朝入侵旁遮普地區，並毀壞了哈爾曼迪爾·薩希卜。憤怒的錫克教軍隊隨後在阿姆利則郊外和杜蘭尼王朝領導者艾哈迈德沙·杜兰尼手下的將領們交戰，並大獲全勝。1764年錫克教領導人雅薩·辛格·阿魯瓦利亞帶領教徒重建了廟堂，完成了今日所見的金廟。

### 藍星行動
藍星行動（Operation Blue Star）是在1984年由印度總理英迪拉·甘地下令利用武力攻擊錫克教徒與錫克聖地哈爾曼迪爾·薩希卜所實施的軍事事件。1984年6月初，正逢錫克教重要節日之一的阿冉宗師犧牲紀念日，當時的印度總理英迪拉·甘地對金廟與附近地區的錫克信徒發動軍事攻擊，其目標是鎮壓當地錫克教分離主義者的抗議活動。印度陸軍率領步兵、砲兵、與坦克車侵犯被視為錫克教聖地的金廟，雙方發生武裝衝突傷亡慘重，金廟在過程中遭受毀損，廟旁被視為錫克教五大權位之席之一的永恒王座亦被嚴重毀壞。
該攻擊事件被受害者與國際人權團體視為印度對於少數信仰的歧視迫害，更是對錫克宗教的一大褻瀆。同年10月底，英迪拉·甘地手下的兩位錫克教護衛為了報復該事件在新德里對她進行暗殺。1986年印度政府答應幫助重建永恒王座，但眾多錫克教徒反對政府的介入並認為這是對錫克信仰更大的侮辱，該重建版本不久後即遭到移除，介入的神職人員也遭到驅逐與懲罰。數年後新的永恆寶座由錫克教徒志工合力於1999年完成。

## 建築特色

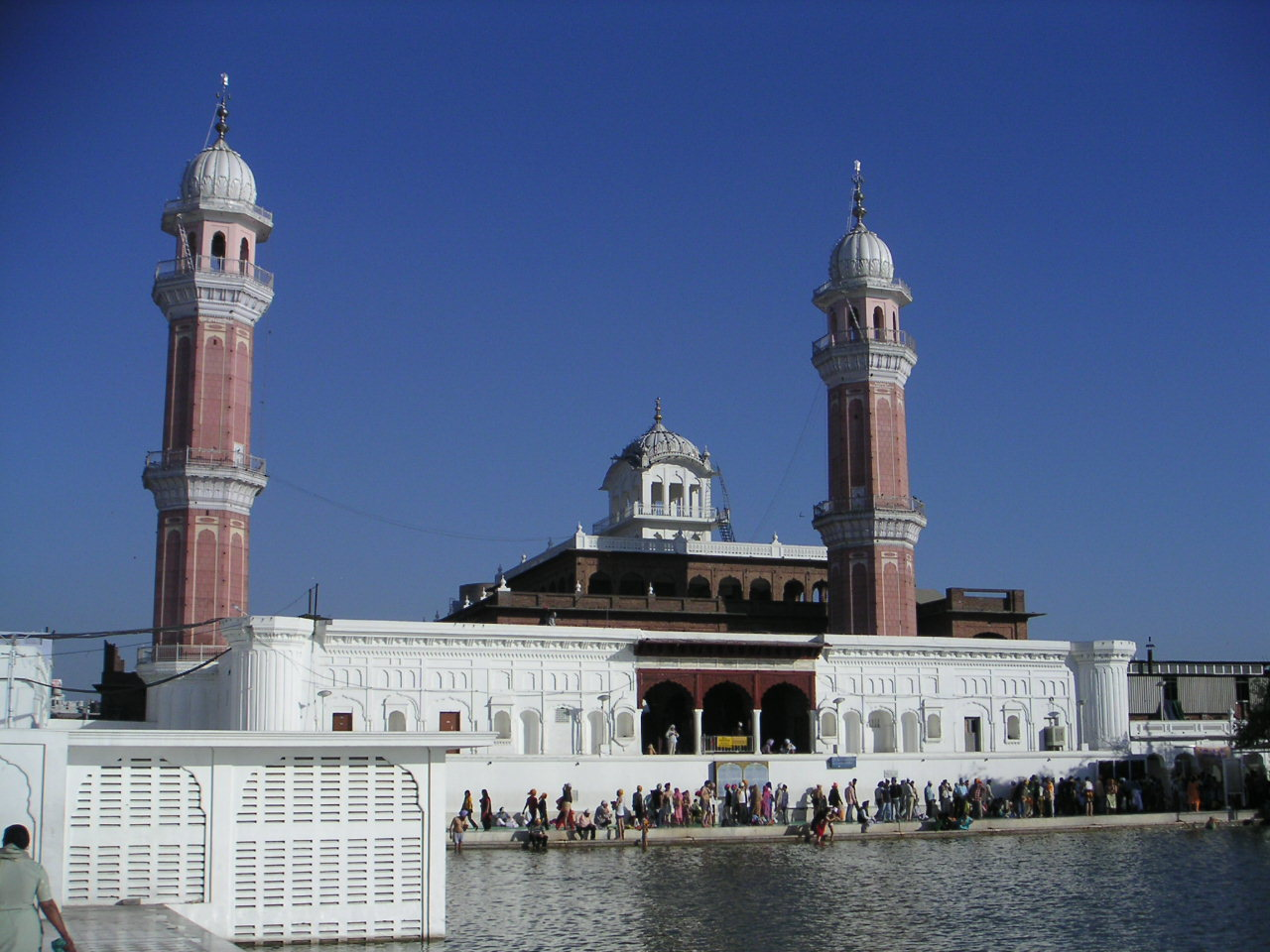
哈爾曼迪爾‧薩希卜的拉姆加希亚邦加（Ramgarhia bunga）建築

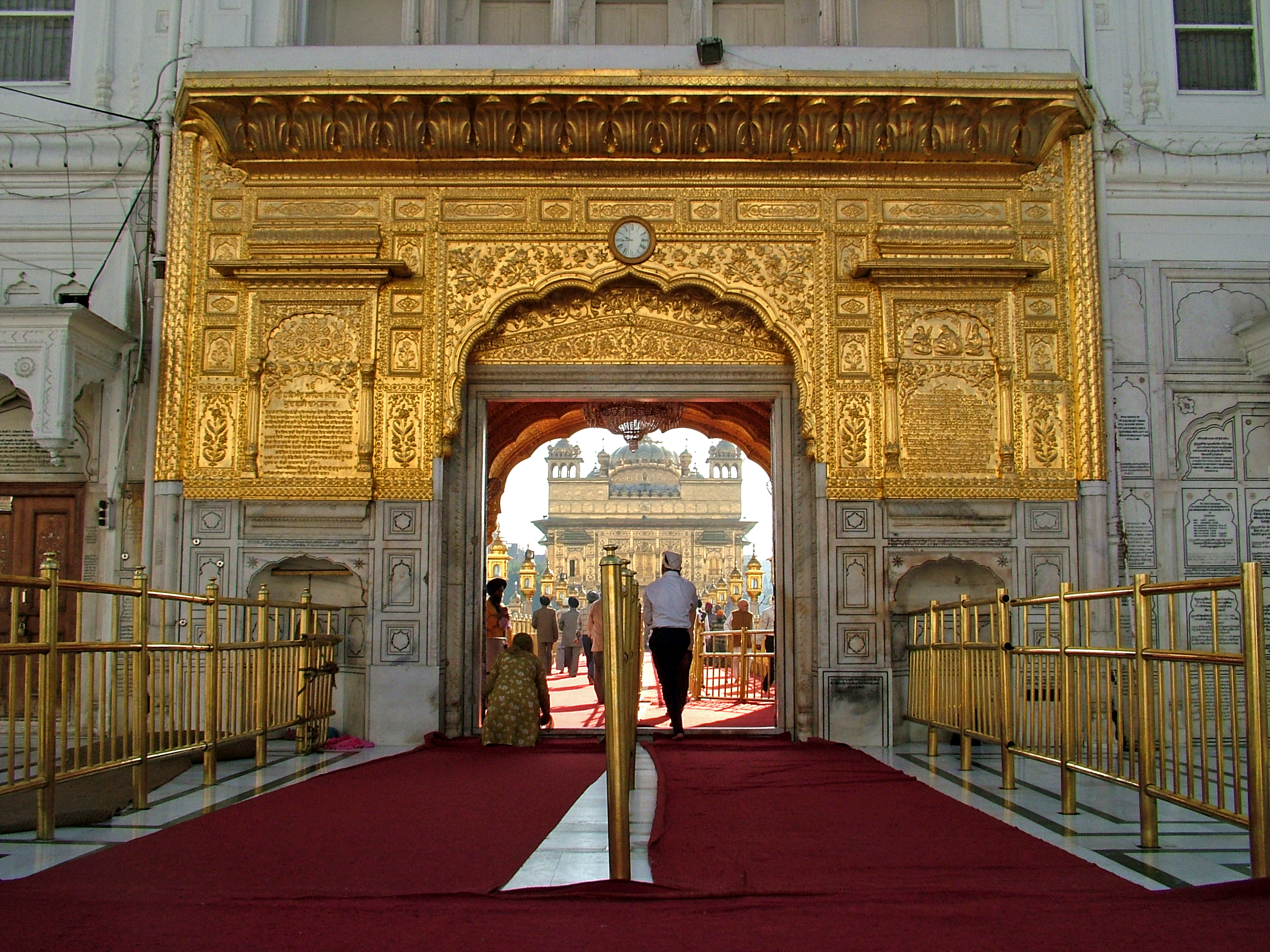
哈爾曼迪爾‧薩希卜的入口─Darshani Deorhi拱門

穿過高6.2（20.3英尺）、寬6（20英尺）的拱門（Darshani Deorhi Arch），映入眼簾的是開闊人工湖（約150米見方），人工湖中的水是被視為「不朽之蜜」的聖水，其水源自於拉維河，人工湖的四周地面均由白色大理石鋪成，湖邊有台階可直接步入水中。湖水中央，屹立著的金燦燦的廟宇，便是被譽為“錫克教聖冠上的寶石”的哈爾曼迪爾·薩希卜聖殿。聖殿上方是一個大圓金頂，四角分別立有一個小圓金頂，像一朵倒置於湖水中的蓮花，與大地相通，表明錫克教徒關心人間疾苦，積極入世的態度。
金廟的建築充滿了象徵錫克教理念的設計，不同於其他建築於高聳地勢上的廟宇，金廟是建於開闊的人工湖上，海拔比四周的平地低，拜訪的信徒並非登高而是步下階梯以抵達廟宇，該廟的四門設計也是象徵著歡迎四面八方來的各教參訪者，展現錫克教對於宗教多元與平等的寬容理念。

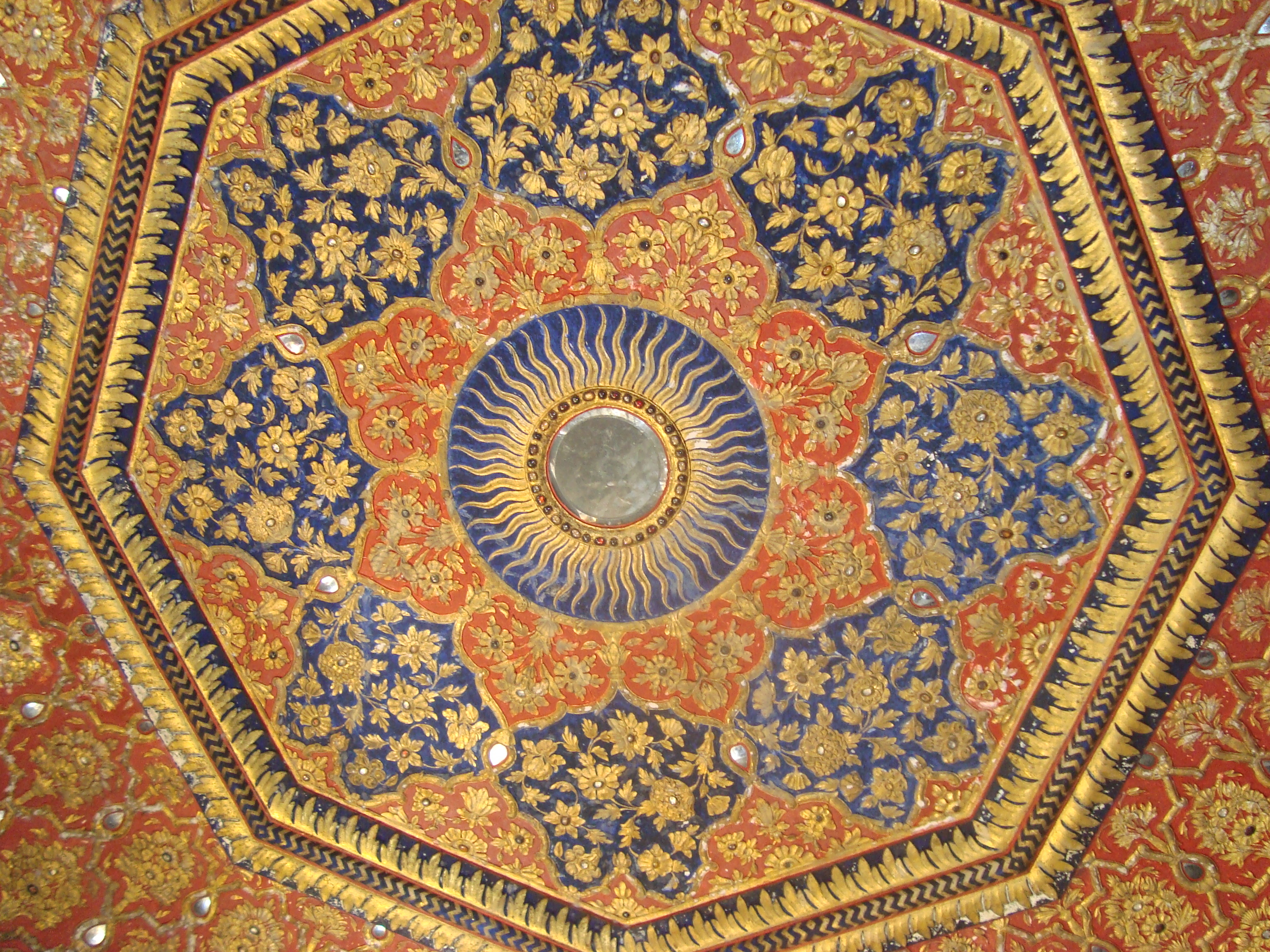
哈爾曼迪爾‧薩希卜廟宇的天花板是由黃金與其它珍貴寶石覆蓋

廟宇中建有許多紀念碑記錄著錫克教的歷史、聖人、與鬥士，其中有許多題字紀念著曾在第一次與第二次世界大戰中立下功績壯烈犧牲的錫克勇士們。今日訪客所見的金廟的內部裝飾多是於19世紀完成，許多黃金與大理石設計是在錫克帝國君主藍季特‧辛格在任時完工。

## 拜訪須知
哈爾曼迪爾‧薩希卜遵照錫克教的傳統開放所有宗教、種族、階級的到訪者。然而許多規矩必須在廟堂中遵守：
- 所有來客必須脫鞋，赤腳從門口水池趟過以清洗腳上髒污，以表示對錫克教上師的敬意
- 無論男女老幼訪客皆必須戴帽，或是用頭巾遮住頭髮，若未攜帶頭巾可以向廟宇詢問協助
- 香煙是禁止攜帶的，也不能寄存
- 廟宇內禁食肉、飲酒、或服藥
- 聆聽教徒誦讀經文時請坐在地上以示尊敬
- 金廟入口處有身穿黃袍、手拿長棍的守衛，訪客需配合檢查

首訪旅客應先拜訪旅客服務中心，建議路線為由客服中心前往靠近鐘塔入口的中央錫克博物館（Central Sikh Museum）。
若訪客想在免費食堂瑯加用餐，請注意餐點提供每日約為十萬份，菜色大致為餅狀麵包與扁豆湯品，肉類食品不會提供。

## 節慶
當地最重要的節日之一為旁遮普文化特有的豐收祭，通常在4月的第二個禮拜（約4月13日）舉行，在當日哈爾曼迪爾‧薩希卜會舉辦慶祝活動。另一個與錫克教有關的重要節日為錫克教創始者古魯那納克的誕辰，在該日廟宇內也會有慶祝活動。此外，慶祝光明的排燈節（Diwali）也十分重要，在當日人們會在哈爾曼迪爾‧薩希卜點亮燈火與施放煙火，十分壯觀美麗。錫克教徒通常一生會造訪哈爾曼迪爾‧薩希卜一次，許多人會選擇自己的生日、結婚日、或其他重要日子前往。

## 相片集錦

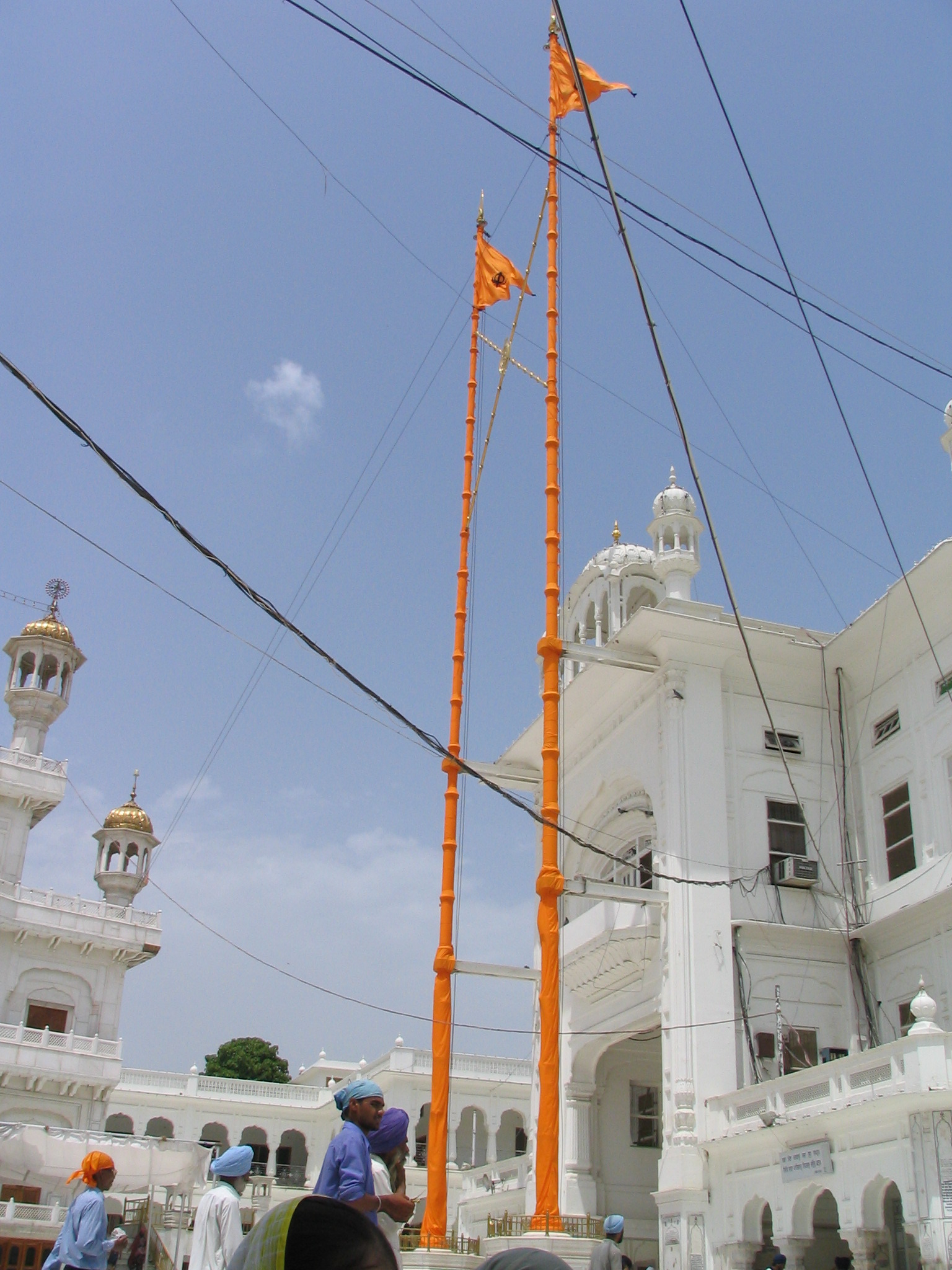
Nishaan Sahib (Flagstaffs)
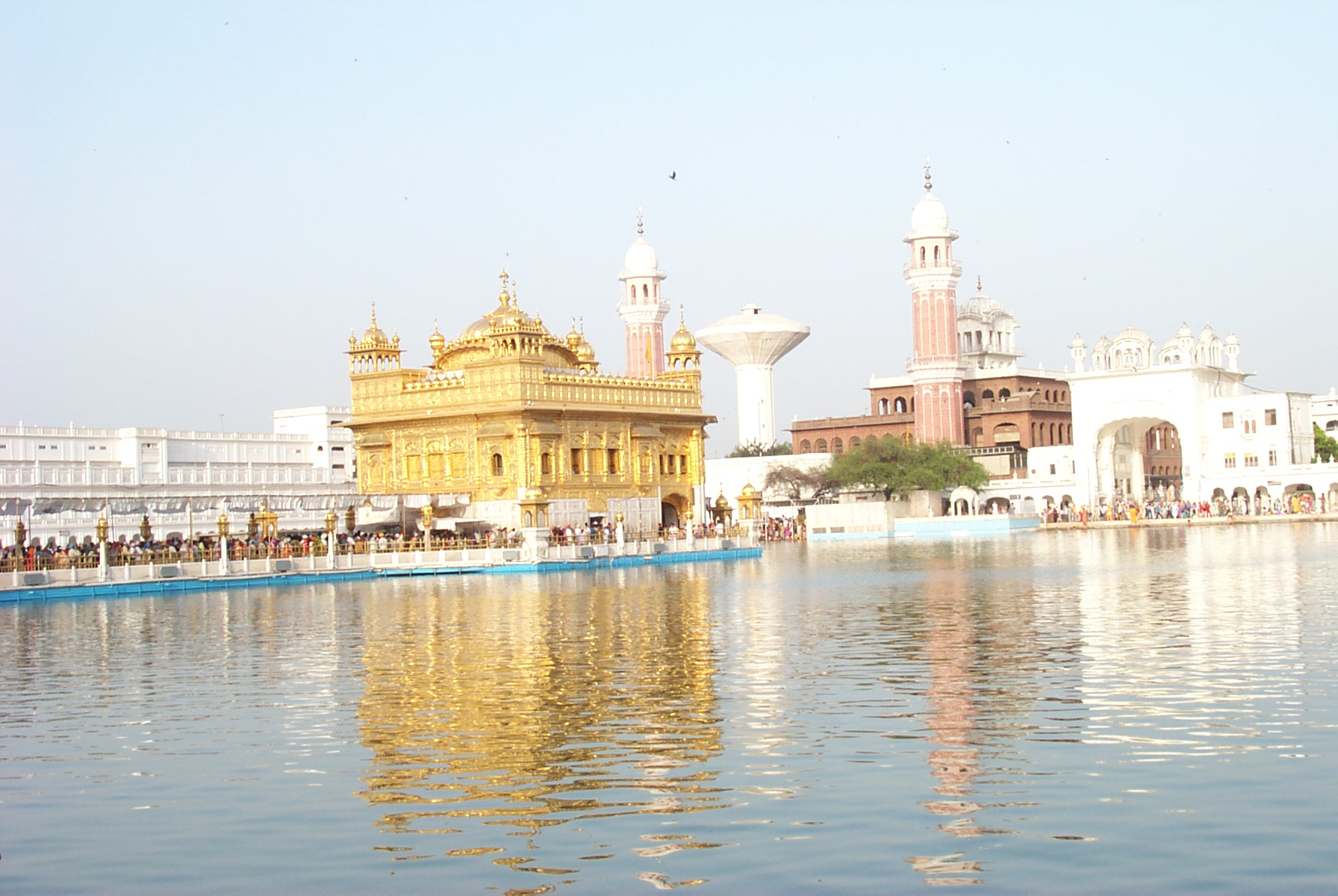
The Harmandir Sahib Complex
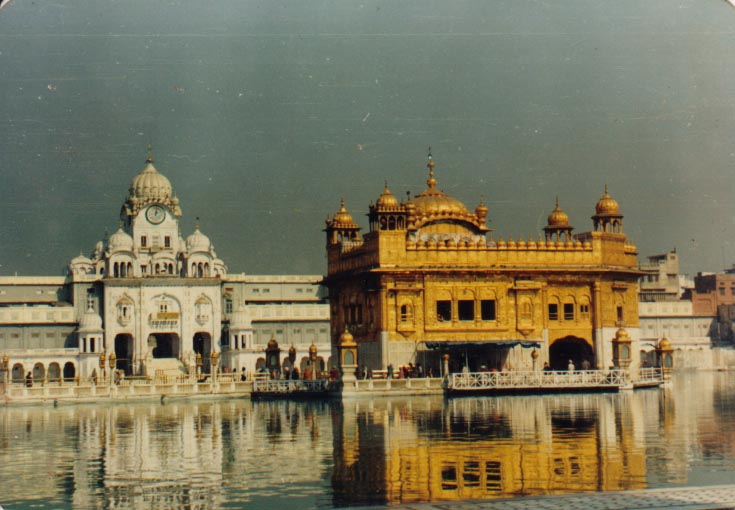
Harmandir Sahib Amritsar 1987, Amritsar.
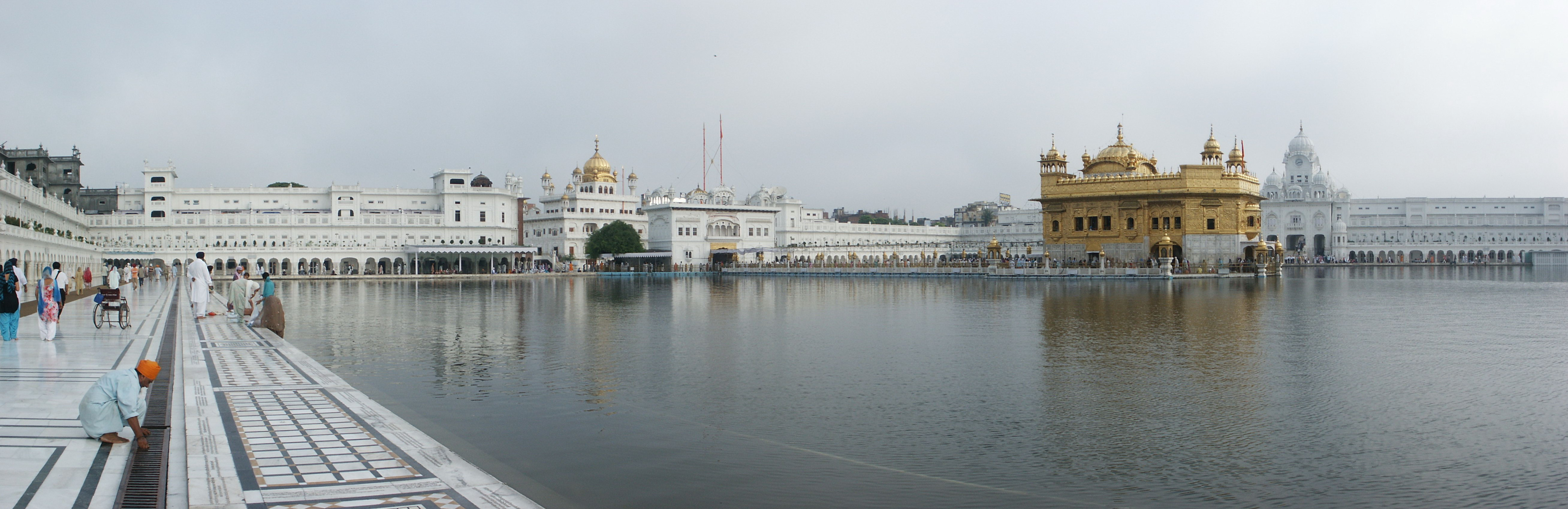
Panorama of the main building and Sarovar
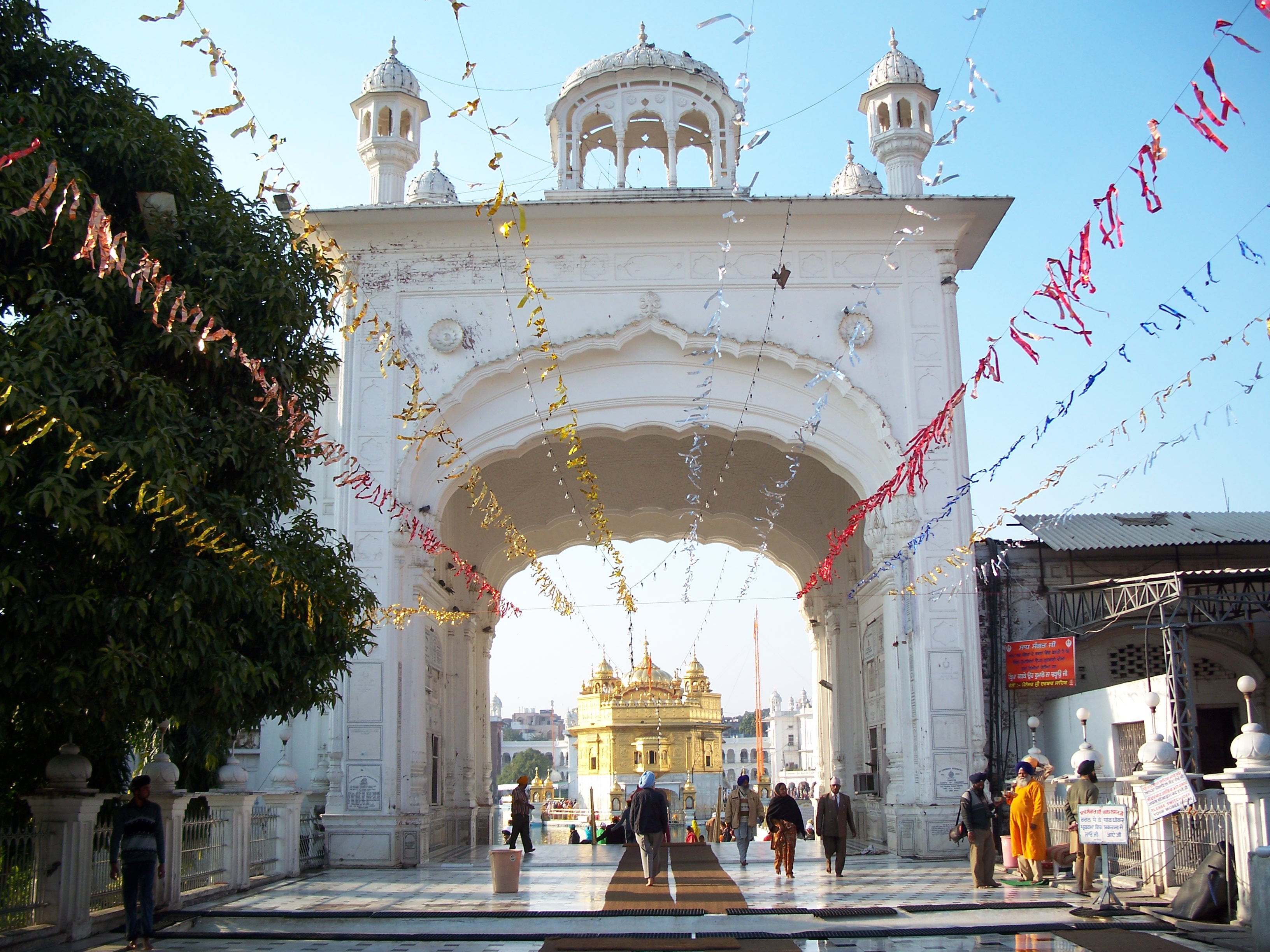
North Entrance gate near Ath-sath Tirath (68 Sacred Places)
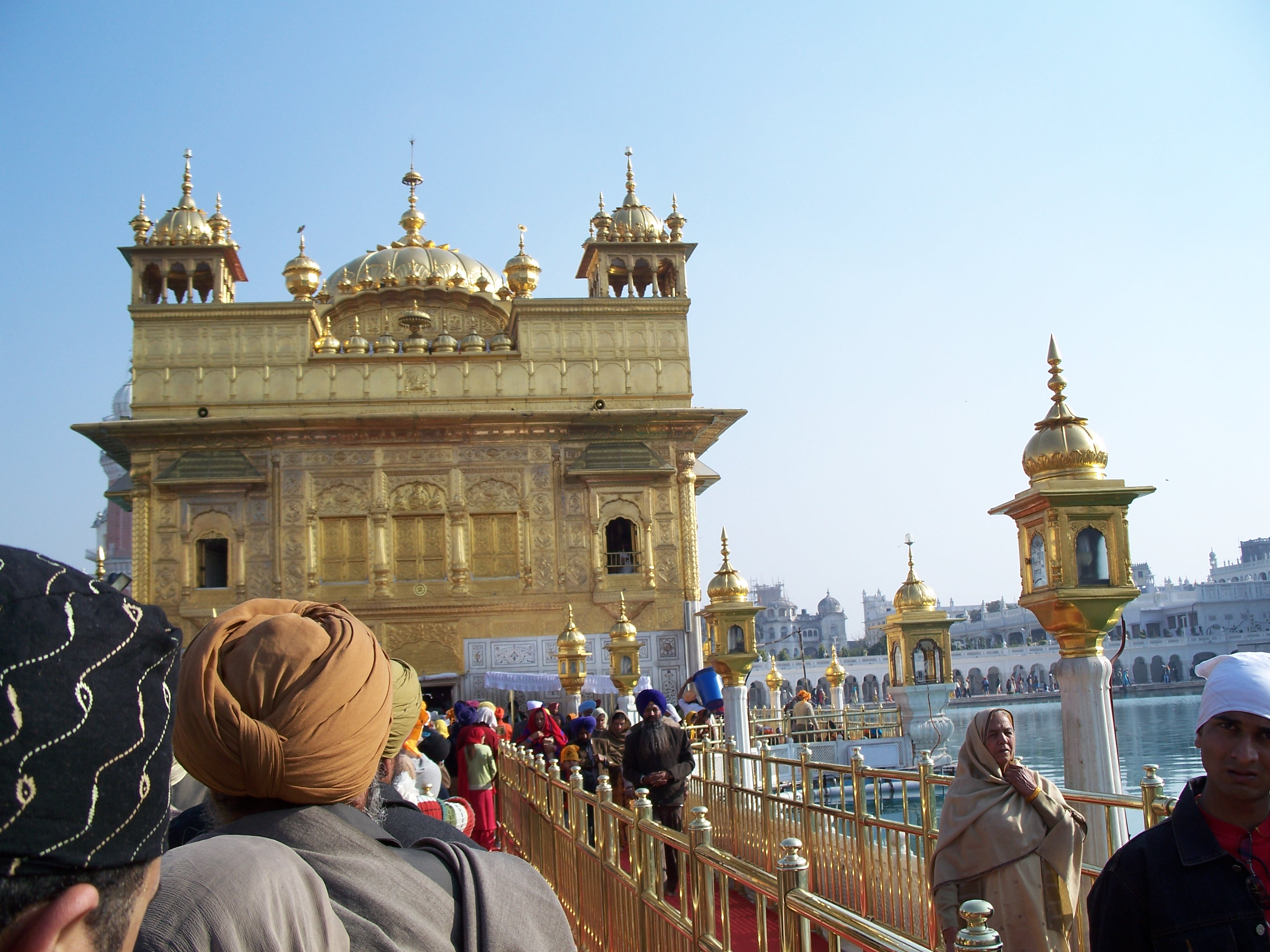
Causeway to the Harmandir Sahib
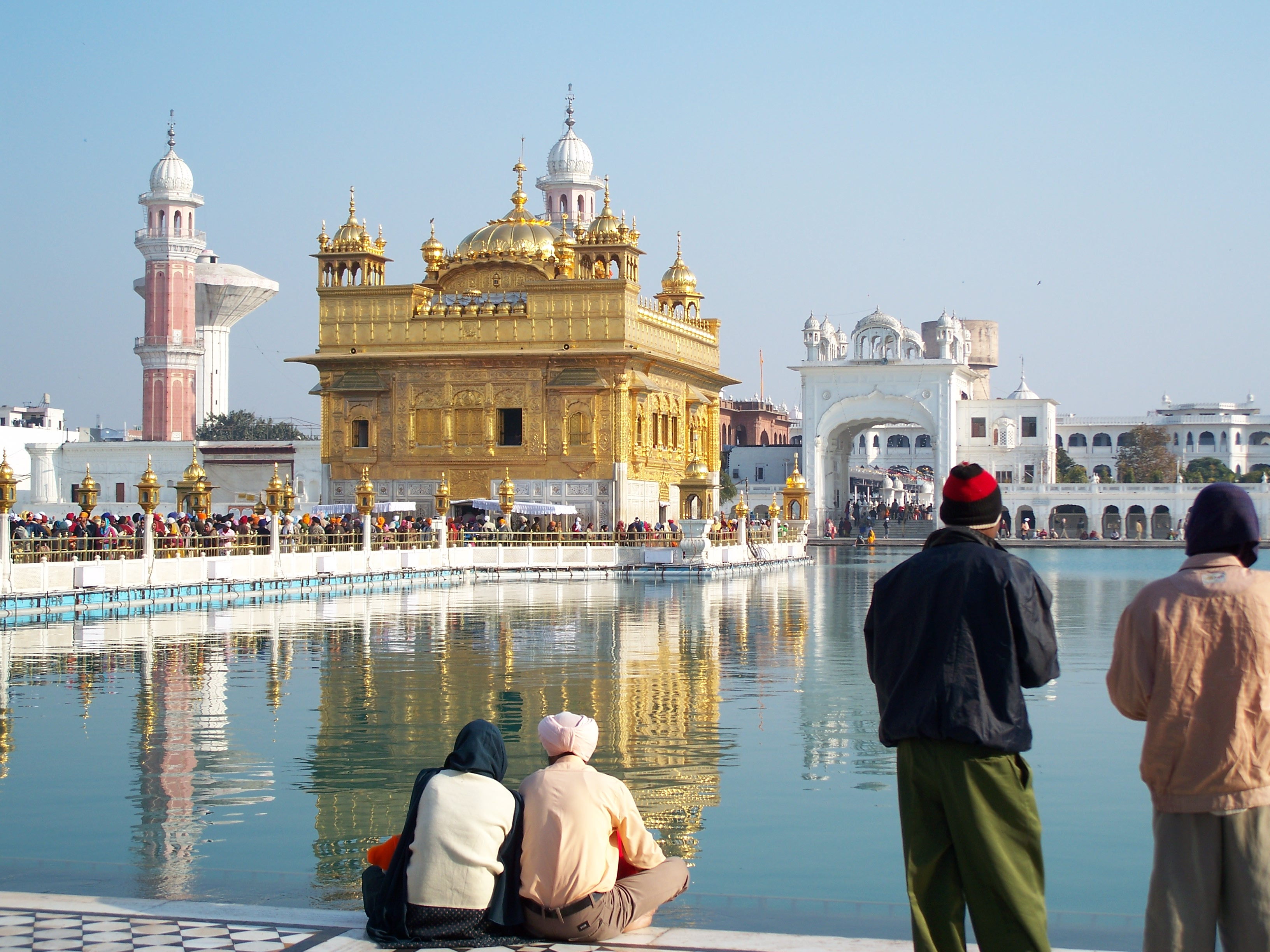
Wide-angle view of the Harmandir Sahib
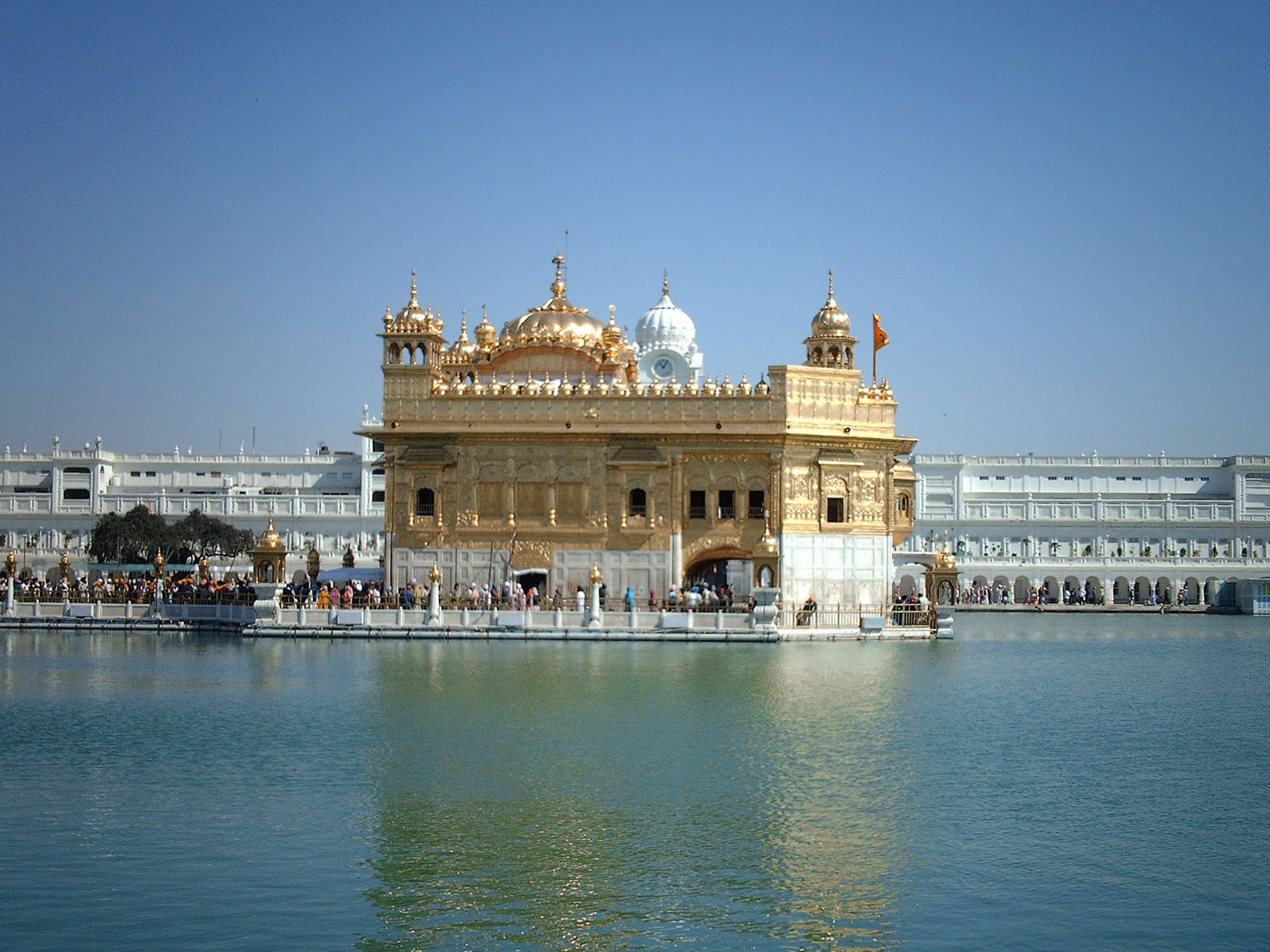
The Harmandir Sahib
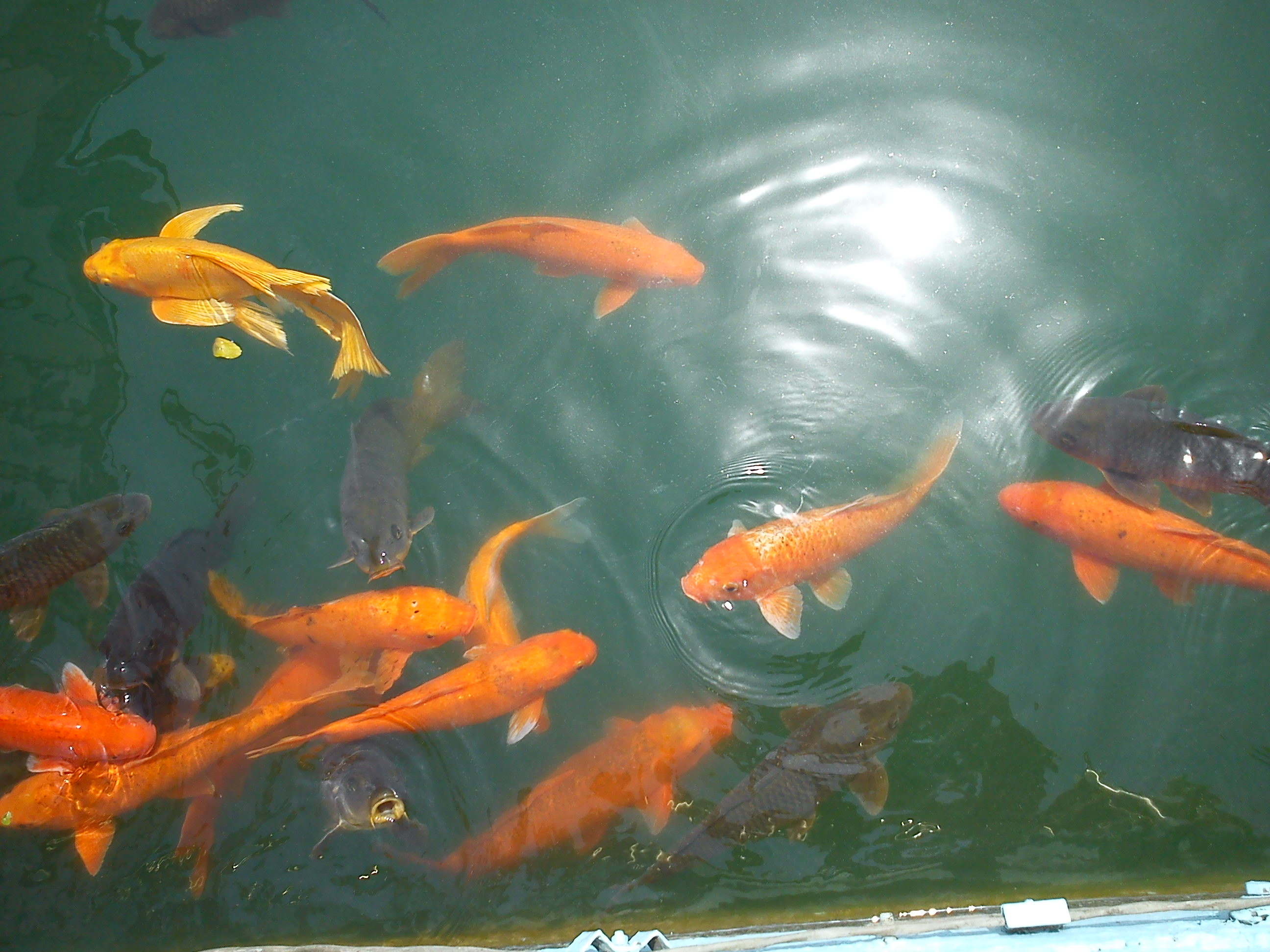
Fish in Amrit
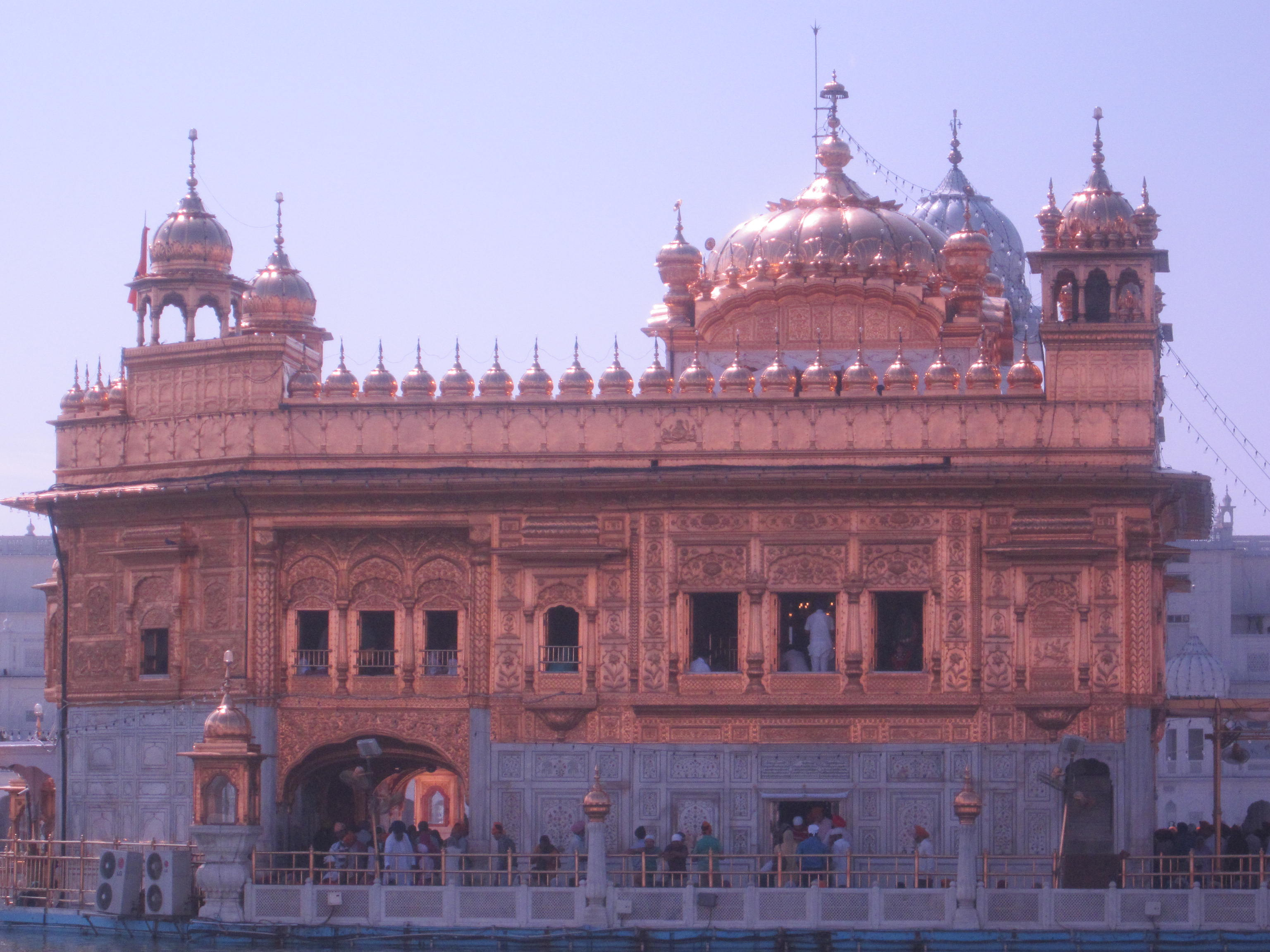
Golden Temple side view in day light
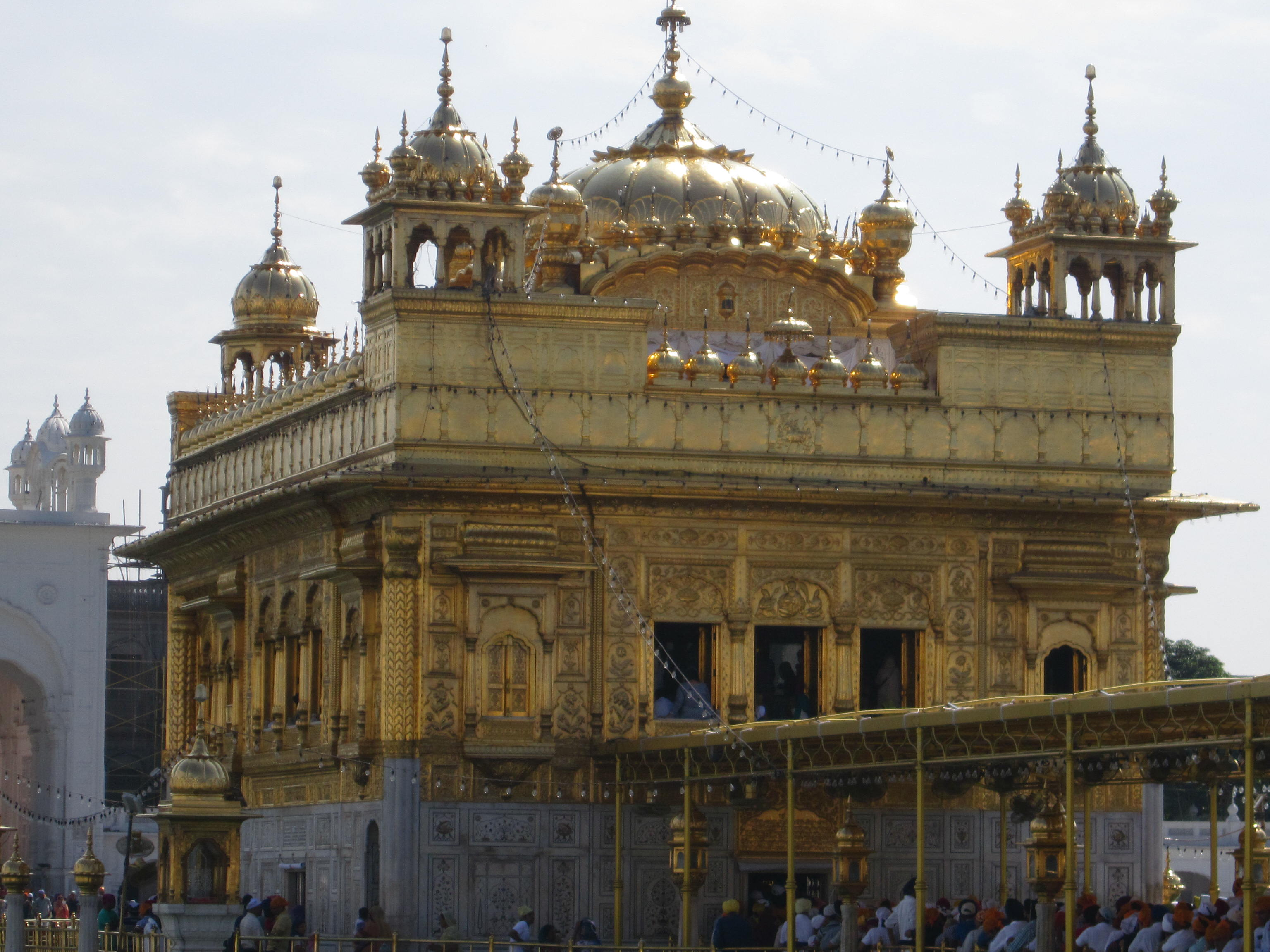
Harmandir Sahib Temple Punjab
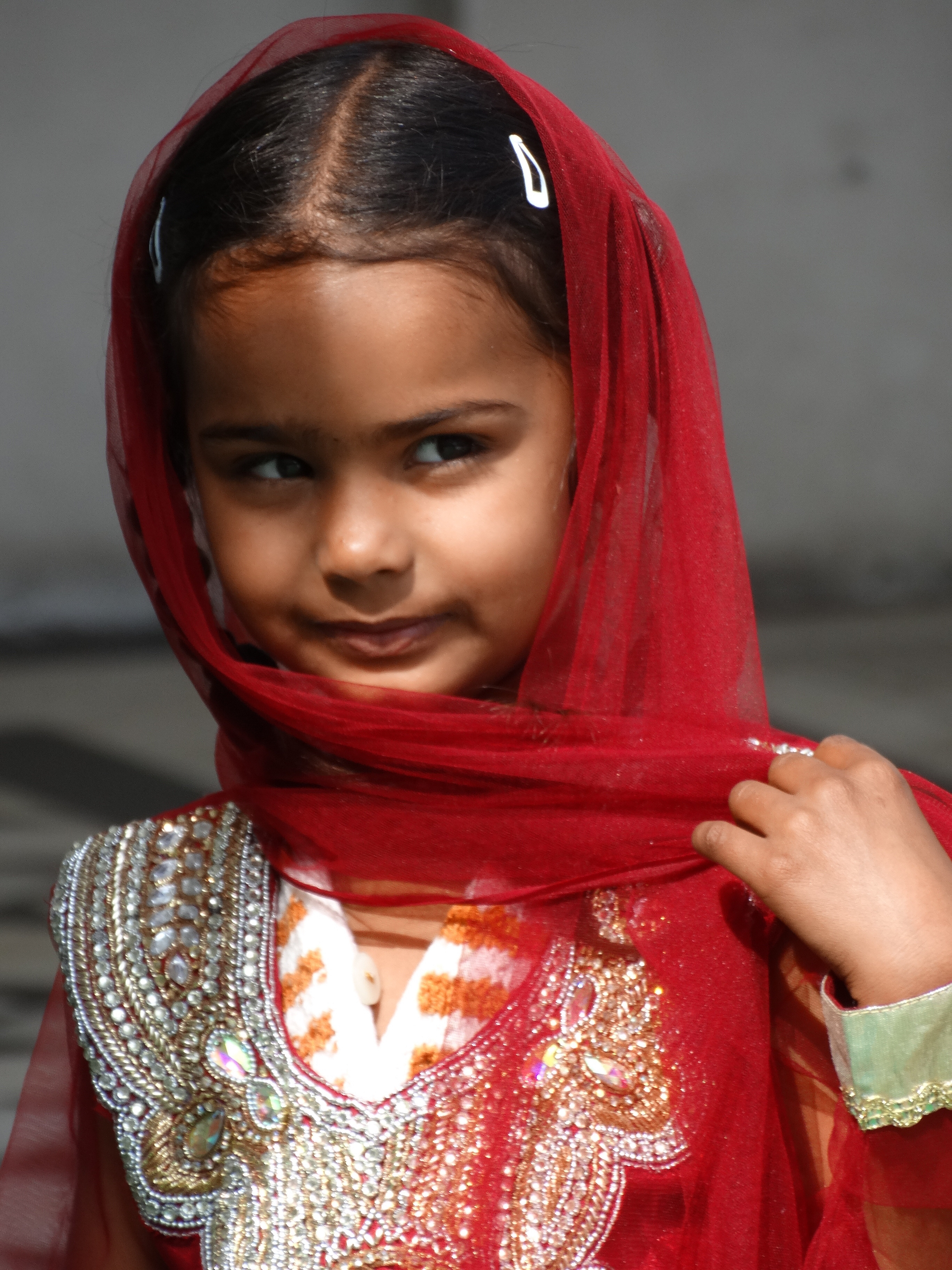
Girl at the temple in traditional clothing
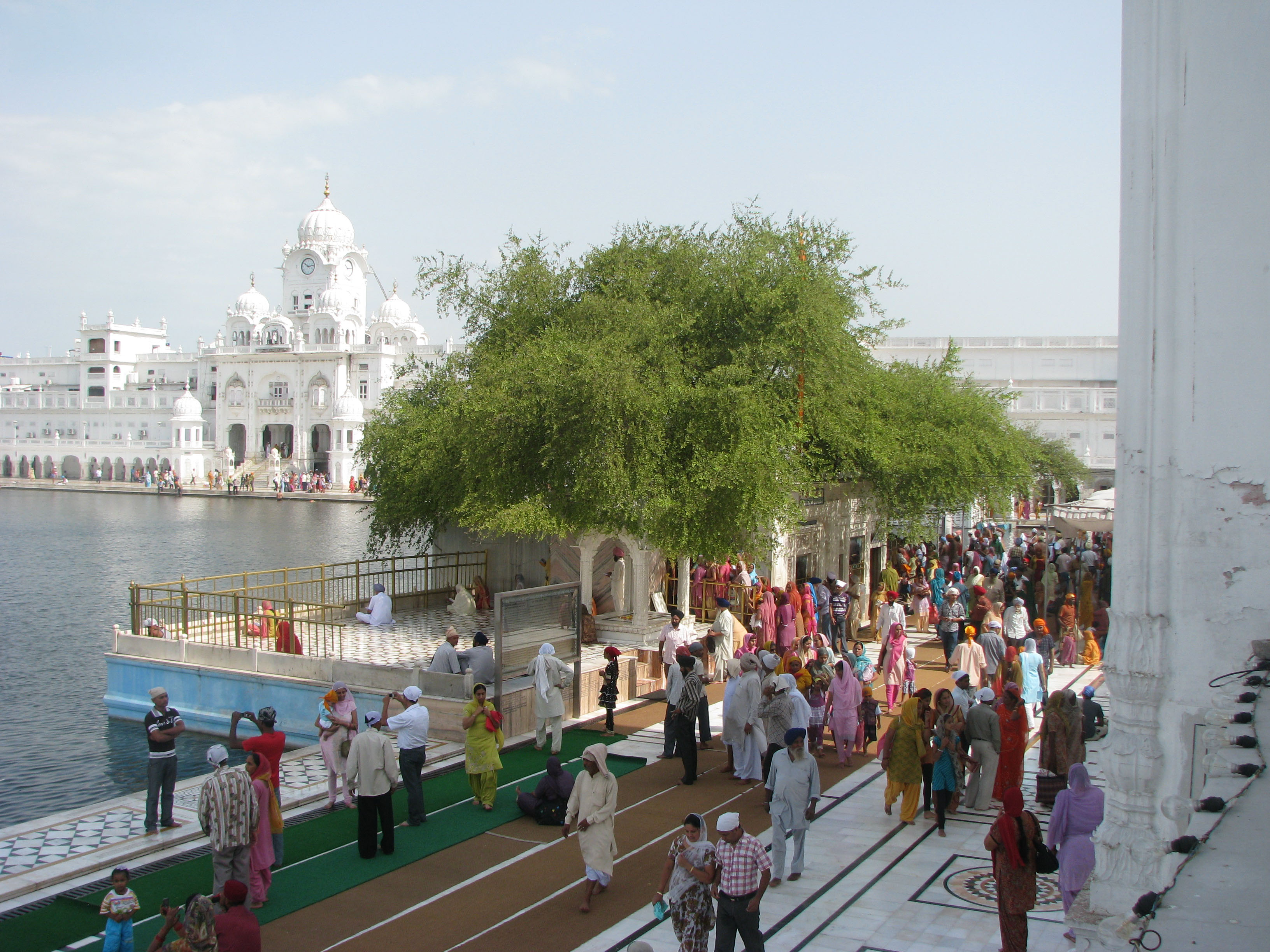
Dukh Bhanjani Beri & Ath Sath Tirath
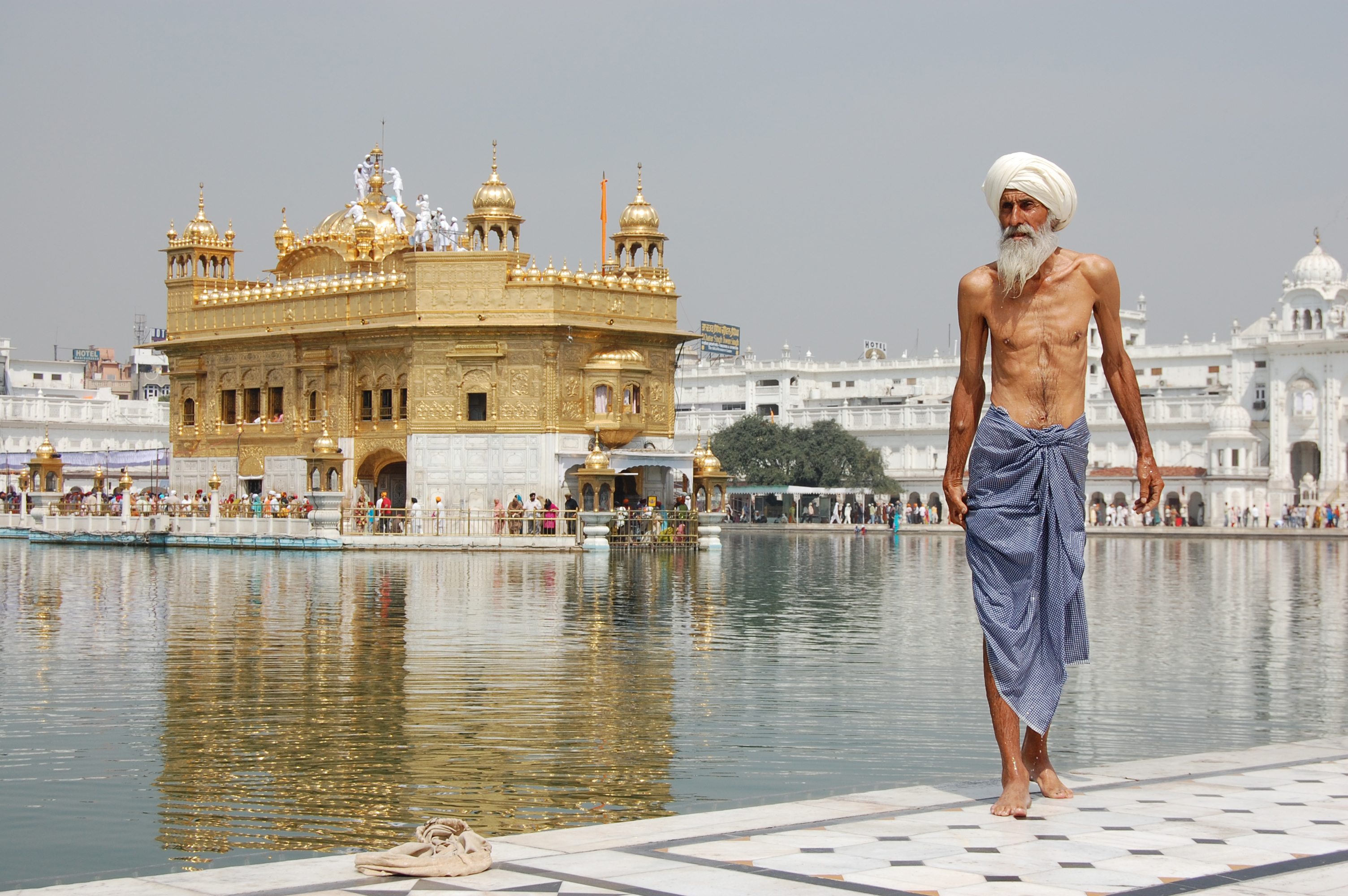
Sikh pilgrim at the Harmandir Sahib.
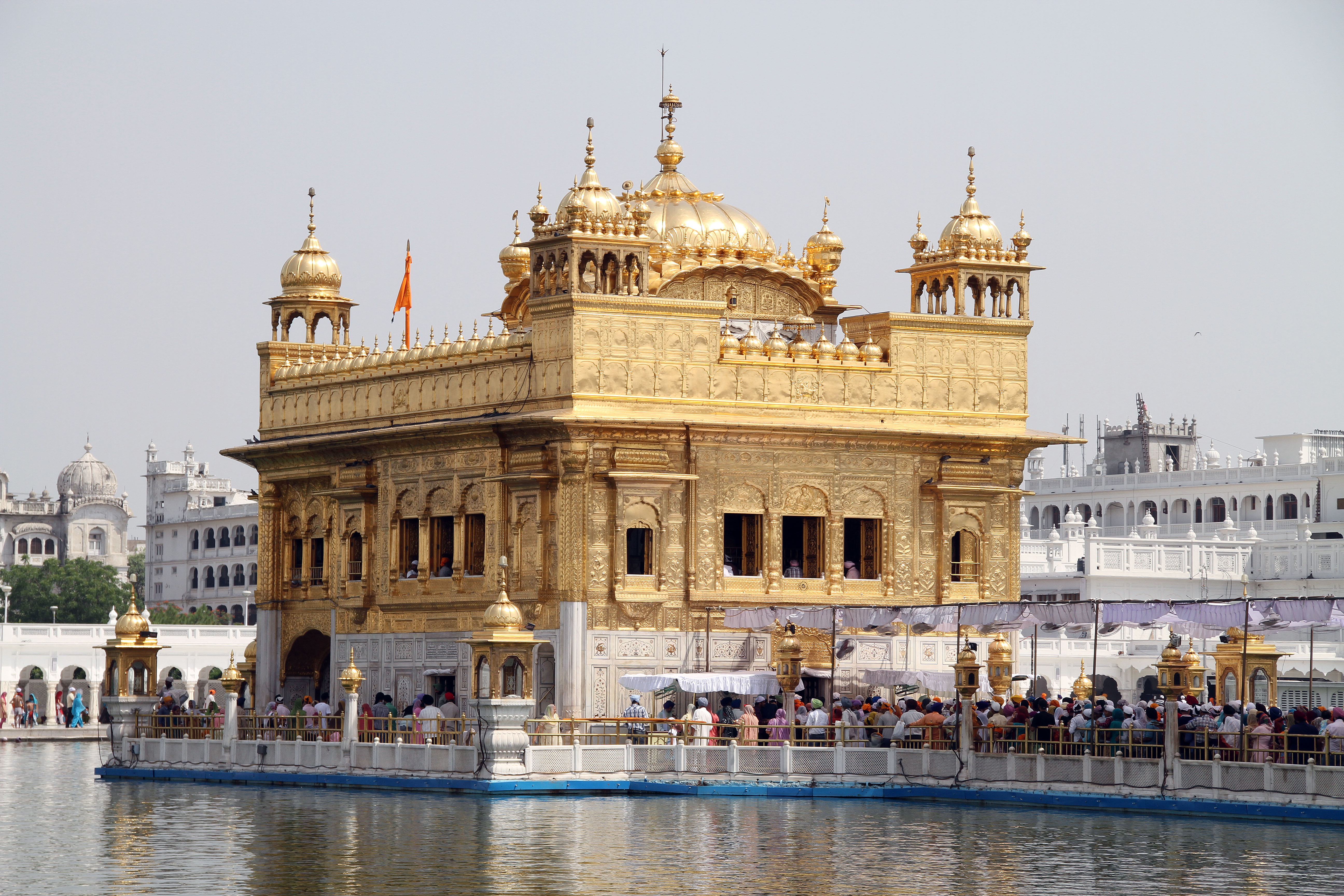
The Harmandir Sahib main building with Akal Takht Sahib
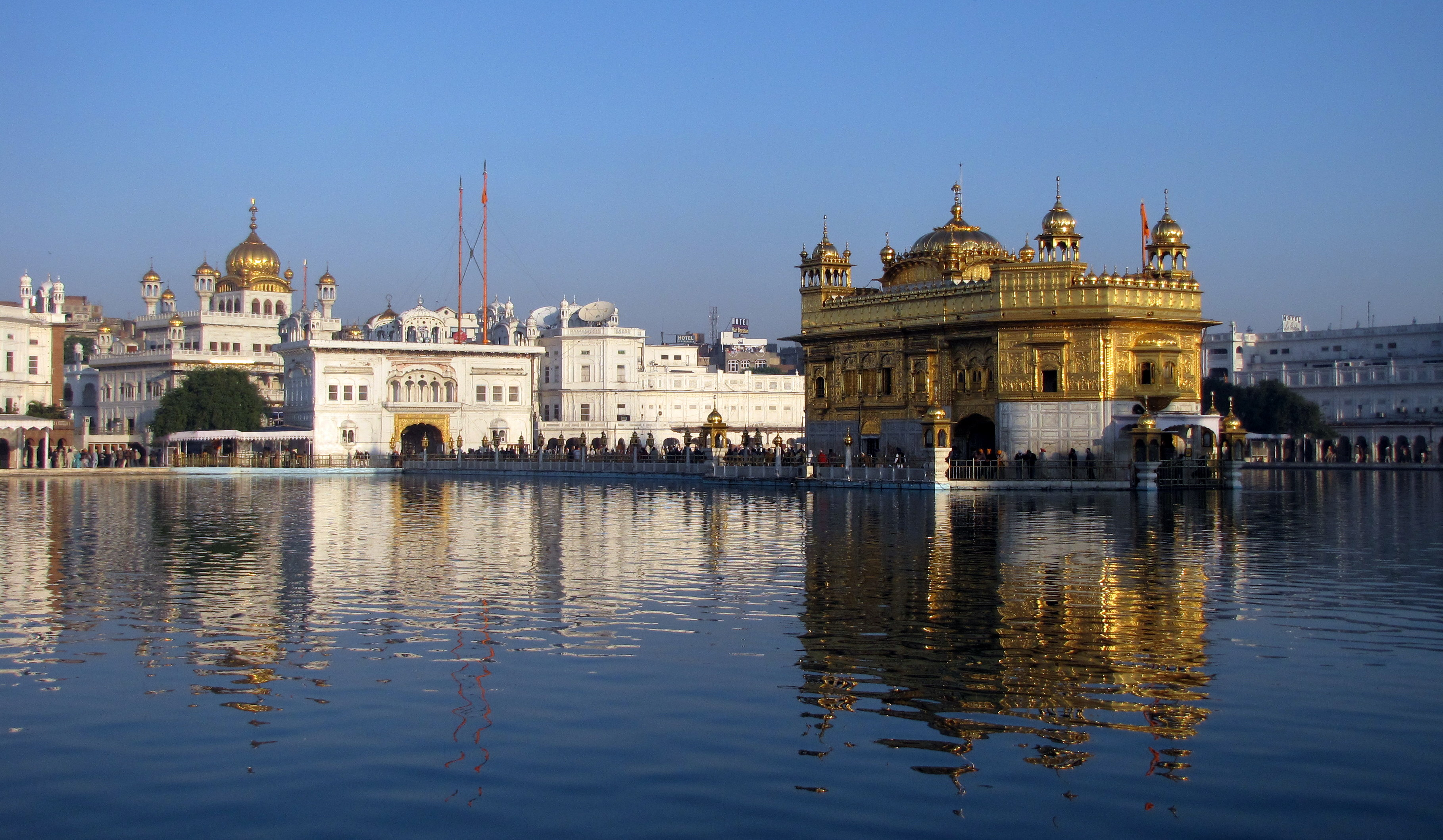
Akal Takht and Harmandir Sahib, Amritsar.
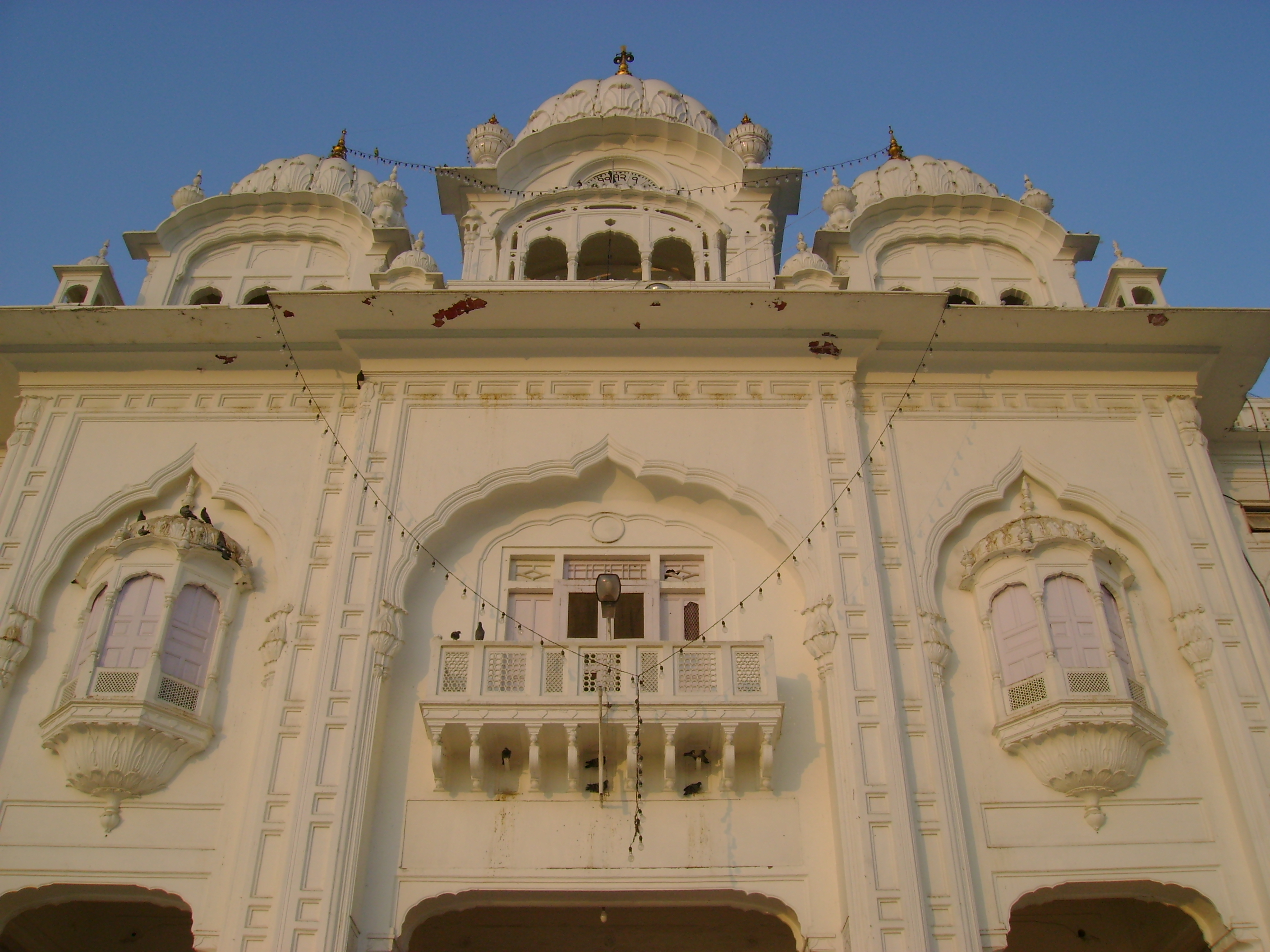
Entrance to the Harmandir Sahib as seen from the inside of the complex